# Epiplatys ruhkopfi
Epiplatys ruhkopfi är en fiskart som beskrevs av Berkenkamp och Etzel, 1980. Epiplatys ruhkopfi ingår i släktet Epiplatys och familjen Nothobranchiidae. IUCN kategoriserar arten globalt som akut hotad. Inga underarter finns listade i Catalogue of Life.